# 임화
임화(林和(문화어: 림화), 1908년 10월 13일 ~ 1953년 8월 6일)는 조선민주주의인민공화국의 시인이며 문학평론가, 정치인(소설가, 영화평론가, 영화배우, 연극배우 등으로도 잠시 활약.)이다. 대한제국 한성부(지금의 대한민국 서울) 출신이며, 본명은 임인식(林仁植)이며, 아호(雅號)는 쌍수대인(雙樹臺人), 성아(星兒), 청로(靑爐)이다. 그 외에도 '임화'(林華), '김철우'(金鐵友) 등의 필명을 사용하였다. 조선프롤레타리아예술가동맹(카프)의 멤버(카프 서기장 역임)로 활동하였으며, 해방 이후에는 정계에 진출하여 조선공산당 재건운동과 건국준비위원회 활동, 남조선로동당 창당 활동 등에 참여했다.
1947년 미군정의 탄압을 피해 월북, 남북 협상에 참여한 뒤 조선민주주의인민공화국 건국에 참여하였으나 종전(휴전)된 직후인 1953년 8월 6일에 지난날 구 남로당 중심 인물이었던 이들과 함께 조선민주주의인민공화국 평양 최고재판소 군사재판부에서 ‘미제간첩’ 관련 혐의로 인하여 사형 선고를 받고 총살형 집행되었다.

## 생애

### 생애 초반
대한제국 한성부의 어느 소시민 가정에서 차남(2남 1녀 중 막내)으로 태어나 1925년 일제강점기 경성부의 보성고등보통학교를 중퇴했다. 작가 이상, 정치가 리강국 등과는 1921년 사립 경성 보성고보 입학 동기생이었다. 1920년대 후반부터 시 창작과 비평(평론)으로 문단 활동을 시작했으며(1927년), 이 무렵 친구인 윤기정과 함께 영화 배우로도 활동했다.

### 항일 작가, 문필 활동

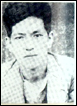
임화, 1932년 무렵

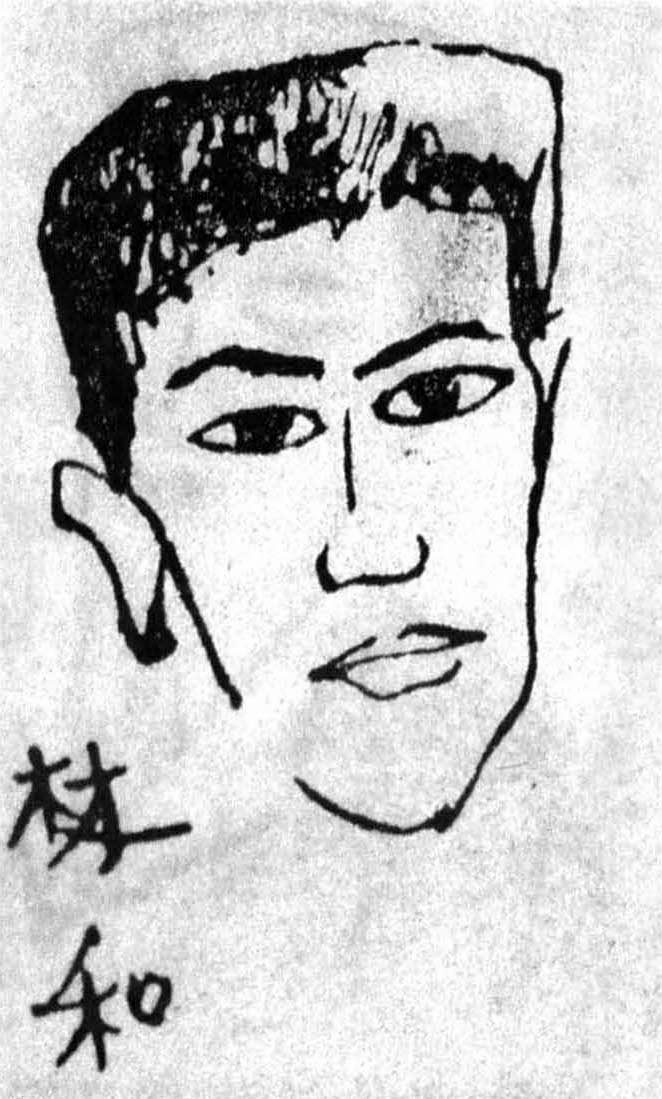
미술가 김복진이 그린 임화 소묘

임화(림화)라는 필명은 그가 본격적으로 문단 활동을 시작하던 1927년경부터 계급문학에 관심을 보이며 쓰기 시작했다. 1929년에 시 〈우리 옵바와 화로〉, 〈네거리의 순이〉 등을 발표하여 대표적인 경향파 시인으로 자리를 잡고 조선프롤레타리아예술가동맹을 대표하는 작가로 부상했다.
1930년에는 약 1년 동안 일본 유학을 다녀와 1931년 귀국한 이후로도 참여적인 성향을 대표하는 카프에서 좌파 문학 이론을 생산하고 김기진, 김화산 등을 공격하는 각종 논쟁에 적극 참여하면서 활발히 활동했다. 카프 활동으로 제1차 카프 검거 사건 때 체포되어 수감되기도 했다.
제2차 카프 검거 사건 이후 1935년 자신이 서기장 직함까지 지낸 카프가 강제적으로 해산된 이후 순수 문학으로 전향하는 듯하였으나, 태평양 전쟁 종전 후 조선문학건설본부, 조선문학가동맹 등 좌익 문학 단체에 적극 참여하면서 박헌영에게 매료된 이후 남로당 노선을 걸었다.

### 일제 강점기 후반
일제는 그에게 회유를 하며 전향을 권고했지만 거부하였다. 그는 대화숙에 강제로 입소되었지만 창씨 개명은 끝까지 거부하였고, 총독부는 그를 요시찰 인물로 지정하여 감시하였다. 특히 박헌영과의 관계를 의심, 내통 여부를 중점적으로 감시하였다. 결국 그는 황군 위문 작가단의 주된 인물로 활동하며 친일의 행위를 했지만, 그 정도는 약했던 것 같다.

### 해방 이후

박헌영

박헌영의 열렬한 추종자였던 그는 1945년 8월 15일 여운형, 안재홍 등이 이끄는 건국준비위원회에 가담하였으나, 1945년 8월 20일 박헌영이 서울(1945년 8월 15일 광복 이전까지는 경성부)에 나타나자 그와 함께 조선공산당 재건운동에 동참했다.
1930년 첫 결혼을 하여 1935년 이혼을 한 이전 배우자(전처)인 리귀례(이귀례, 1911년~?)와 사이에 1932년에 무남독녀 외동딸 림혜란(임혜란)을 두었지만 리귀례 씨와는 성격차이 등으로 인하여 결혼을 한지도 약5년여만인 1935년 이혼을 한 이후에 그로부터 1년 후 1936년 소설가 지하련(1912년~1960년?)과 재혼을 하였으며, 재혼 계배 부인(두번째 배우자)인 지하련(본명 리현욱)이라는 소설가의 사이에서는 자녀가 없었을뿐더러 재혼을 한지도 9년 후 1945년 8월 15일, 광복(해방)을 목도한 그는 그로부터 2년 후 1947년 두 번째 배우자이며 소설가인 지하련과 함께 북괴(평양)로 월북하였고, 1948년 4월 당시 개최된 제1차 전조선 제정당 사회단체 연석회의에 참석했다. 그해(1948년) 8월 2일, 잠시 북괴 황해도 해주로 건너가 해주에서 개최된 제2차 전조선 제정당 사회단체 연석회의에 참석한 뒤, 평양으로 다시 돌아온 그는 1948년 9월 9일의 조선민주주의인민공화국 정부 수립에 동참하였다. 1953년 당시 박헌영, 리강국, 리승엽 등 남로당 수뇌부 출신 수수명의 동료 도당 당료와 함께 스파이 혐의로 체포되어 사형 선고를 받았다. 1953년 그해 총살된 것으로 알려져 있으나 상세한 내용은 공개되지 않았다.
영화배우로도 활동하였던 작가 림화(임화)는 흰 피부에 수려한 외모로 '조선의 루돌프 발렌티노'로 불렸다고 하며, 김유영이 연출한 영화 《혼가》(1929)에 주연으로 출연한 적도 있을만큼 다재다능한 인물이었던 것으로 전해진다. 초창기에는 '임다다'라는 필명을 쓰면서 다다이즘 성향을 보였고, 카프 시절에는 마르크스주의에 기반한 ‘이식문학론’을 내세우는 등 외국의 최신 문화 이론을 수입하여 자생적으로 소화하는 데 뛰어난 능력을 보였다.
림화(임화)의 이전 배우자(이혼을 한 첫 배우자)는 일본 유학 시절에 함께한 동지 리북만(이북만)의 누이동생 리귀례(이귀례)였다. 림화 작가와 리귀례 씨 두 사람 사이에는 딸 림혜란(임혜란)이 있었는데, 림화(임화)는 그 딸을 생각하며 한국 전쟁 중 〈너 어느 곳에 있느냐〉(1951)라는 시를 썼다. 이 시를 두고 조선민주주의인민공화국 당국은 “영웅적 투쟁에 궐기한 우리 후방 인민들을 모욕하고 그들에게 패배주의적 감정과 투항주의사상을 설교하였다”고 하여 숙청의 빌미로 삼았다. 월북 작곡가인 김순남이 작곡하여 한국 전쟁 시기에 인민군과 빨치산들이 즐겨 부른 노래 〈인민항쟁가〉의 작사가이기도 하다.

### 사후
한국 전쟁 발발 후 중공 만주(둥베이 지린성 창춘)에 피난차 머물고 있던 계배(두번째 배우자)인 지하련 씨(작가)는 1953년 당시 박헌영 계열이 몰락하면서 림화(임화)가 간첩 혐의로 처형 조치되었으며 시신도 찾을 수 없다는 사실을 뒤늦게 알고 울면서 실성한 상태가 되어 관련 울화병 등으로 사망했다고 알려져 있다.
2001년 9월에 발굴돼 공개된 당시 미군 정보장교(미군 소령)인 조지 실리(당시 미국 육군 소령)의 보고서에 따르면 임화 시인이 미군 예하 방첩대(CIC)의 요원으로 분류되었다는 것이 드러나, 기존 통설대로 리강국이 김수임을 통해 남한 정보를 수집해 간 것이 아니라 오히려 거꾸로 존 벨 베어드(훗날 1949년 예비역 미국 육군 대령 예편)가 김수임과 연결된 리강국(이강국)을 통해 북측 정보를 수집했을 수도 있을 가능성을 시사하고 있다.

## 가계
- 배우자 : 지하련

## 평가
일본의 소설가 마쓰모토 세이초는 그의 평양(북한)에서의 활동을 소설화한 「북의 시인, 임화(원제: 北の詩人)」(1964년)이라는 작품을 쓰기도 했다. 이는 1987년 서울(대한민국)에도 번역본이 소개되었다.

## 같이 보기
- 조선문화건설중앙협의회
- 조선문학건설본부
- 조소문화협회

## 임화를 연기한 배우
- 문회원 - 1981년 (제1공화국) MBC 드라마

## 참고 문헌
- 조영복 (2002년 9월 10일). 〈임화 - 운명에 동화되어버린 낭만주의자〉. 《월북 예술가, 오래 잊혀진 그들》. 서울: 돌베개. ISBN 978-89-7199-150-3.
- 강옥희,이영미,이순진,이승희 (2006년 12월 15일). 《식민지시대 대중예술인 사전》. 서울: 소도. 303~306쪽쪽. ISBN 978-89-90626-26-4.
- 임화 - 한국민족문화대백과사전